# Marc Dufaud
 (mars 2015).
Pour les articles homonymes, voir Dufaud.
Marc Dufaud est un réalisateur et un écrivain français né le 18 mai 1966.

## Biographie
Réalisateur des Enfants de la Blank (1994) film sur le punk français et du Garçon Sauvage Daniel Darc, Marc Dufaud publie en 2004 son premier roman Les Peaux Transparentes, une plongée dans l'univers de la drogue du Paris des années 1990.
Philippe Manœuvre l'invite alors à collaborer brièvement à Rock & Folk et au hors-série Rebelles du rock/Elvis Presley.
Patrick Eudeline alors directeur de collection chez Scali fait appel à lui pour l'ouvrage collectif Goth (2005) : Marc Dufaud rédige le chapitre Miroir Noir consacrée aux premiers auteurs d'épouvante de la fin du XVIIIe siècle. Remontant le cours de l'histoire littéraire jusqu'aux limites du XXe siècle, il publie l'année suivante chez Scali Les Décadents (toujours sous la direction d'Eudeline).
Entre 2005 et 2011, il est le rédacteur en chef de plusieurs magazines et hors-séries pour DF presse, notamment Civilisations mystérieuses et Faits Divers, archives du crime.
Marc Dufaud a participé à l’ouvrage collectif sur Daniel Darc – Le saut de l’ange (Ed. Mediapop), paru en juin 2014, en rédigeant le chapitre Pieces of my life. Il termine ensuite le long métrage Daniel Darc, Pieces of My life, co-réalisé avec Thierry Villeneuve.

## Filmographie
- Daniel Darc – Pieces of My Life, coréalisé avec Thierry Villeneuve, 2019
- Le Miroir noir (RG Lecomte et le Grand jeu), 2005 (vidéo film projeté pour la performance poétique éponyme)
- Rêve-cœur, film sur Daniel Darc pour l’album Crève Cœur, 2004
- Les Enfants de la Blank Generation – Rockumentaire, long métrage 16 mm, avec Daniel Darc, Étienne Daho, Mirwais, Patrick Eudeline, Elli Meideros, Olive, Alain Kan[2] 1994
- White Trash, moyen métrage vidéo avec Daniel Darc, Georges Betzounis et Marc Dufaud, mai 1994
- Le Garçon sauvage - Daniel Darc, moyen métrage 16 mm, 1993 (Rockumentaire)
- Blank Generation, court métrage fiction 16 mm, 1993 (sélectionné au Festival du court-métrage de Grenoble/Festival du film underground de Berlin)

## Ouvrages
- Rebuts du diable (True crimes), Ed. Camion Noir, 2013
- DOA Michael Jackson, Ed. Camion Blanc, 2013
- Les Rebelles du rock, Ed. Camion blanc, 2012
- Une vie Américaine - Bruce Springsteen, Ed Camion Blanc, 2010
- Monsieur Boris Vian, je vous fais une lettre, Ed. Scali, 2009
- Dictionnaire fin de siècle, Ed. Scali, 2008
- Les décadents français du 19e, Ed. Scali, 2007
- Les peaux transparentes, roman, Ed Trouble Fêtes, 2004
- Tatouages (recueil de nouvelles), Les Belles Lettres, 2006
- Goth - Le Miroir noir de la littérature gothique, Direction P. Eudeline, 2005
- Le Sarcophore (Nouvelle), Les Belles Lettres, 2005
- Fantômes de Jazz, Mezz Adventures - Les Belles Lettres, 2005
- Peaux de serpents, Confidentielles, 1997